# Sébastien Gimbert
Sébastien Gimbert (Le Puy-en-Velay, 9 settembre 1977) è un pilota motociclistico francese ritiratosi dall'attività agonistica.

## Carriera

### Gli inizi: campionato nazionale ed europeo
Nel 1994 ha partecipato al campionato Europeo Velocità, in classe 125 e alla guida di una Yamaha, classificandosi al 31º posto. Nel 1996 e nel 1997 si aggiudica due titoli nazionali francesi di velocità in classe 250. Sempre nel 1997, in sella ad una Honda, si classifica sesto nel campionato Europeo classe 250 con due piazzamenti a podio.

### Motomondiale e Superbike
Ha esordito nei gran premi del motomondiale nel 1996 nel gran premio di casa, rimasto unica partecipazione dell'anno, esattamente come l'anno successivo in cui conquista i primi punti iridati, in entrambi i casi nella classe 250 con la Honda. Nel 1998 ha partecipato a dieci gran premi della classe 500 classificandosi trentesimo. Resta nella classe regina anche nel 1999 anno in cui ottiene il miglior piazzamento finale col diciannovesimo posto. Nel 2000 inizia la stagione in 500, per poi passare alla 250 in sella ad una TSR-Honda ottenendo punti in entrambe le classifiche.
Dal 2003 al 2008, salvo una parentesi nel 2007 in Supersport, prende parte con buoni risultati al mondiale Superbike.

### Classiche di durata e titoli nazionali Superbike
Maggior fortuna ha avuto nelle competizioni motociclistiche di durata, vincendo tre edizioni del Bol d'Or: nel 2002, 2003 e 2007; a bordo di una Suzuki le prime due edizioni e con Yamaha la terza. Nel 2009 si è aggiudicato un terzo titolo nazionale francese, questa volta nella categoria Superbike, in sella ad una Yamaha, titolo bissato nel 2011 in sella ad una BMW. Nel 2013 disputa quattro gare nel campionato Italiano Superbike con una BMW S1000RR del Thevent Racing Team. Conquista ventiquattro punti ed il diciassettesimo posto in classifica. Terminata la propria carriera agonistica segue quella del figlio Johan.

## Risultati in gara

### Motomondiale
| 1996 | Classe | Moto  |  |  |  |  |  |    |  |  |  |  |  |  |  |  |  |  | Punti | Pos. |
| ---- | ------ | ----- |  |  |  |  |  | -- |  |  |  |  |  |  |  |  |  |  | ----- | ---- |
| 1996 | 250    | Honda |  |  |  |  |  | 20 |  |  |  |  |  |  |  |  |  |  | 0     |      |

| 1997 | Classe | Moto  |  |  |  |  |  |    |  |  |  |  |  |  |  |  |  |  | Punti | Pos. |
| ---- | ------ | ----- |  |  |  |  |  | -- |  |  |  |  |  |  |  |  |  |  | ----- | ---- |
| 1997 | 250    | Honda |  |  |  |  |  | 13 |  |  |  |  |  |  |  |  |  |  | 3     | 31º  |

| 1998 | Classe | Moto  |     |    |    |    |    |    |  |  |  |    |     |     |     |    |  |  | Punti | Pos. |
| ---- | ------ | ----- | --- | -- | -- | -- | -- | -- |  |  |  | -- | --- | --- | --- | -- |  |  | ----- | ---- |
| 1998 | 500    | Honda | Rit | 13 | 17 | 15 | 16 | NC |  |  |  | 19 | Rit | Rit | Rit | 16 |  |  | 4     | 30º  |

| 1999 | Classe | Moto  |    |    |     |    |    |    |    |     |    |     |    |    |     |    |    |    | Punti | Pos. |
| ---- | ------ | ----- | -- | -- | --- | -- | -- | -- | -- | --- | -- | --- | -- | -- | --- | -- | -- | -- | ----- | ---- |
| 1999 | 500    | Honda | 16 | 16 | Rit | 12 | 13 | 14 | 14 | Rit | 14 | Rit | 16 | 13 | Rit | 19 | 18 | 17 | 16    | 19º  |

| 2000 | Classe | Moto  |    |    |    |     |  |  |  |  |  |  |  |  |  |  |  |  | Punti | Pos. |
| ---- | ------ | ----- | -- | -- | -- | --- |  |  |  |  |  |  |  |  |  |  |  |  | ----- | ---- |
| 2000 | 500    | Honda | 12 | 15 | 17 | Rit |  |  |  |  |  |  |  |  |  |  |  |  | 5     | 22º  |

| 2000 | Classe | Moto      |  |  |  |  |    |     |    |    |     |    |    |   |     |    |    |     | Punti | Pos. |
| ---- | ------ | --------- |  |  |  |  | -- | --- | -- | -- | --- | -- | -- | - | --- | -- | -- | --- | ----- | ---- |
| 2000 | 250    | TSR-Honda |  |  |  |  | 21 | Rit | 16 | 12 | Rit | 13 | 18 | 9 | Rit | 14 | 18 | Rit | 16    | 22º  |

| 2001 | Classe | Moto  |  |  |  |  |  |  |  |    |  |  |  |  |  |  |  |  | Punti | Pos. |
| ---- | ------ | ----- |  |  |  |  |  |  |  | -- |  |  |  |  |  |  |  |  | ----- | ---- |
| 2001 | 500    | Paton |  |  |  |  |  |  |  | NQ |  |  |  |  |  |  |  |  | 0     |      |

| Legenda | 1º posto        | 2º posto            | 3º posto            | A punti      | Senza punti        | Grassetto – Pole position Corsivo – Giro più veloce |
| Legenda | Gara non valida | Non qual./Non part. | Ritirato/Non class. | Squalificato | '-' Dato non disp. | Grassetto – Pole position Corsivo – Giro più veloce |

### Campionato mondiale Superbike
| 2003 | Moto   |  |  |  |  |  |  |  |  |  |  |  |  |  |  |  |  |  |  |  |  |  |  |     |   |  |  |  |  | Punti | Pos. |
| ---- | ------ |  |  |  |  |  |  |  |  |  |  |  |  |  |  |  |  |  |  |  |  |  |  | --- | - |  |  |  |  | ----- | ---- |
| 2003 | Suzuki |  |  |  |  |  |  |  |  |  |  |  |  |  |  |  |  |  |  |  |  |  |  | Rit | 8 |  |  |  |  | 8     | 32º  |

| 2004 | Moto   |  |  |  |  |  |  |  |  |  |  |  |  |  |  |     |   |  |  |  |  |   |   |  |  |  |  |  |  | Punti | Pos. |
| ---- | ------ |  |  |  |  |  |  |  |  |  |  |  |  |  |  | --- | - |  |  |  |  | - | - |  |  |  |  |  |  | ----- | ---- |
| 2004 | Yamaha |  |  |  |  |  |  |  |  |  |  |  |  |  |  | Rit | 9 |  |  |  |  | 4 | 4 |  |  |  |  |  |  | 33    | 18º  |

| 2005 | Moto   |     |    |    |     |   |    |    |     |     |    |  |  |    |    |    |    |    |    |     |    |   |    |    |     |  |  |  |  | Punti | Pos. |
| ---- | ------ | --- | -- | -- | --- | - | -- | -- | --- | --- | -- |  |  | -- | -- | -- | -- | -- | -- | --- | -- | - | -- | -- | --- |  |  |  |  | ----- | ---- |
| 2005 | Yamaha | Rit | 10 | 11 | Rit | 6 | 11 | 17 | Rit | Rit | NP |  |  | 19 | 17 | 16 | 14 | 12 | 13 | Rit | 14 | 8 | AN | 15 | Rit |  |  |  |  | 46    | 16º  |

| 2006 | Moto   |    |    |     |    |  |  |    |     |     |     |    |     |    |    |    |    |     |    |  |  |     |     |     |    |  |  |  |  | Punti | Pos. |
| ---- | ------ | -- | -- | --- | -- |  |  | -- | --- | --- | --- | -- | --- | -- | -- | -- | -- | --- | -- |  |  | --- | --- | --- | -- |  |  |  |  | ----- | ---- |
| 2006 | Yamaha | 14 | 15 | Rit | 20 |  |  | 12 | Rit | Rit | Rit | 12 | Rit | 13 | 15 | 15 | 14 | Rit | NP |  |  | Rit | Rit | Rit | 11 |  |  |  |  | 23    | 19º  |

| 2008 | Moto   |    |    |    |    |     |    |    |    |    |    |    |    |    |    |    |     |     |     |     |    |     |     |     |    |    |     |    |    | Punti | Pos. |
| ---- | ------ | -- | -- | -- | -- | --- | -- | -- | -- | -- | -- | -- | -- | -- | -- | -- | --- | --- | --- | --- | -- | --- | --- | --- | -- | -- | --- | -- | -- | ----- | ---- |
| 2008 | Yamaha | 20 | 18 | 16 | 13 | Rit | NP | 17 | 17 | 15 | 14 | 18 | 17 | 15 | 16 | 16 | Rit | Rit | Rit | Rit | 19 | Rit | Rit | Rit | 14 | 13 | Rit | 16 | 20 | 12    | 29º  |

| Legenda | 1º posto        | 2º posto            | 3º posto           | A punti      | Senza punti        | Grassetto – Pole position Corsivo – Giro più veloce |
| Legenda | Gara non valida | Non qual./Non part. | Ritirato/Non class | Squalificato | '-' Dato non disp. | Grassetto – Pole position Corsivo – Giro più veloce |

### Campionato mondiale Supersport
| 2007 | Moto   |     |    |    |    |     |    |    |    |   |    |    |    |    | Punti | Pos. |
| ---- | ------ | --- | -- | -- | -- | --- | -- | -- | -- | - | -- | -- | -- | -- | ----- | ---- |
| 2007 | Yamaha | Rit | 13 | 11 | 15 | Rit | 17 | 12 | 14 | 9 | 13 | 12 | 13 | 11 | 37    | 20º  |

| Legenda | 1º posto        | 2º posto            | 3º posto           | A punti      | Senza punti        | Grassetto – Pole position Corsivo – Giro più veloce |
| Legenda | Gara non valida | Non qual./Non part. | Ritirato/Non class | Squalificato | '-' Dato non disp. | Grassetto – Pole position Corsivo – Giro più veloce |